# 미세증거
미세증거(Trace evidence)는 접촉하는 과정에서 생기는 증거이다. 포렌식 수사의 한 방법이다.

## 로카르의 법칙
20세기 프랑스의 범죄학자 에드몽 로카르(1877-1966)는 로카르의 교환 법칙을 통해, 미세증거의 중요성을 처음으로 발견했다. "모든 접촉은 흔적을 남긴다"고 주장했다. "법과학의 창시자" 또는 "프랑스의 셜록 홈즈"라고 불린다. 미세증거물 분석(Analysis of trace evidence)은 포렌식 수사에서 가장 자주 사용되는 과학적 범죄 수사 방법 중의 하나이다.

## 같이 보기
- 법과학